# Arkel (vas)
Arkel je trg v  provinci Južna Holandija na Nizozemskem. Od leta 2019 je del občine Molenlanden, in leži okoli 3 km severno od mesta Gorinchem. Arkel je bivša občina ustanovljena leta 1817; leta 1986 je postala del občine Giessenlanden.
Leta 2017 je trško naselje Arkel imelo 3.445 prebivalcev. Zazidalno območje naselja znaša 0.42 km² in šteje 1.125 gospodinjstev.
Statistično območje "Arkela", ki obsega tudi okoliško podeželje, ima okoli 3220 prebivalcev. Kulturne znamenitosti v Arkelu so kupolasta cerkev iz leta 1866 in prav tako iz leta 1852 mlin na veter za mletje koruze.

## Zgodovina
Ime Arkel (Arkloa, Arclo) lahko izhaja iz ark, "majhna zapora ali jez" ali iz germanščine *arga, slabo,  in -loo, gozd.
Arkel je še vedno obdan z vodo: na eni strani Linge, na drugi strani kanal Kanal Merwede. Arkel se razprostira od vasi vse do povezovalnega kanala do Kedichema, Nieuwlanda in celo skoraj do Leerdama. 
Čeprav danes skromno naselje, je bilo v srednjem veku izvorni sedež poznana plemiška rodbina Arkelskih, ki je imela v lasti obsežna ozemlja vključno z utrjenim mestom Gorinchem. Po kronistih iz 16. stoletja naj bi Arkel že leta 983 ustanovil Janez Arkelski , ki se je poročil z »Rooie Jannetje«, ki je tam živela.
Gotovo je, da se je Herbaren II. Ledeški, vazal gospostva Ter Leede, okoli leta 1234-1240 naselil blizu Arkela. Tako je postal prednik družine van Arkel.

## Transport
Arkel ima železniško postajo, ki se nahaja severno od naselja.